# Insthoviricetes
Classe
Taxons de rang inférieur
- Classe : Insthoviricetes
  - Ordre : Articulavirales
    - Famille : Amnoonviridae (en)
      - Genre : Tilapinevirus (en)

    - Famille : Orthomyxoviridae
      - Genre : Alphainfluenzavirus
      - Genre : Betainfluenzavirus
      - Genre : Gammainfluenzavirus
      - Genre : Deltainfluenzavirus
      - Genre : Isavirus
      - Genre : Quaranjavirus
      - Genre : Thogotovirus

Les Insthoviricetes sont une classe de virus à ARN monocaténaire de polarité négative du sous-embranchement des Polyploviricotina. Le nom insthoviricetes de ce taxon monotypique est une contraction des noms influenza, isavirus et thogotovirus, qui représentent les trois grands types de virus compris dans cette classe.